# Raïon d'Oust-Tsilma
Le raïon d'Oust-Tsilma (en russe : Усть-Цилемский район, Ust-Tsilemski raion, en komi : Чилимдiн район, Tšilimdin raion) est un raïon de la république des Komis, en Russie.

## Géographie
Le raïon d'Oust-Tsilma est situé dans la partie nord-ouest de la république des Komis.
Au nord, il est bordé par le district autonome de Nénétsie, à l'est par Oussinsk et le raïon d'Ijma, au sud par le raïon de Kniajpogost et le raïon d'Oudora, et à l'ouest l'oblast d'Arkhangelsk.
Le centre administratif du räion est situé en bordure du fleuve Pechora en face de l'embouchure des rivières Tsilma et Pijma.
Avec une superficie de 31,1 kilomètres carrés, lLe plus grand lac de la république des Komis, le Yamozero , est situé dans le raïon.
Le raïon d'Oust-Tsilma comprend 11 municipalités rurales : Habariha, Yormitsa, Korovi Rutshei, Neritsa, Novyi Bor, Okunev Nos, Sredneje Bugajevo, Trousovo, Oujeg, Oust-Tsilma et Zamejnaja.
Le chef-lieu est le village d'Oust-Tsilma, qui se trouve à 664 kilomètres de Syktyvkar la capitale de la république.
L'économie est basée sur l'agriculture et la transformation des produits agricoles. Le forage pétrolier a commencé en 2004.

## Démographie
La population du raïon d'Oust-Tsilma a évolué comme suit:
| 2002   | 2009   | 2011   | 2013   | 2015   |
| ------ | ------ | ------ | ------ | ------ |
| 15 408 | 13 913 | 12 944 | 12 355 | 11 898 |

| 2019   | 2021   | - | - | - |
| ------ | ------ | - | - | - |
| 11 166 | 10 756 | - | - | - |

## Galerie

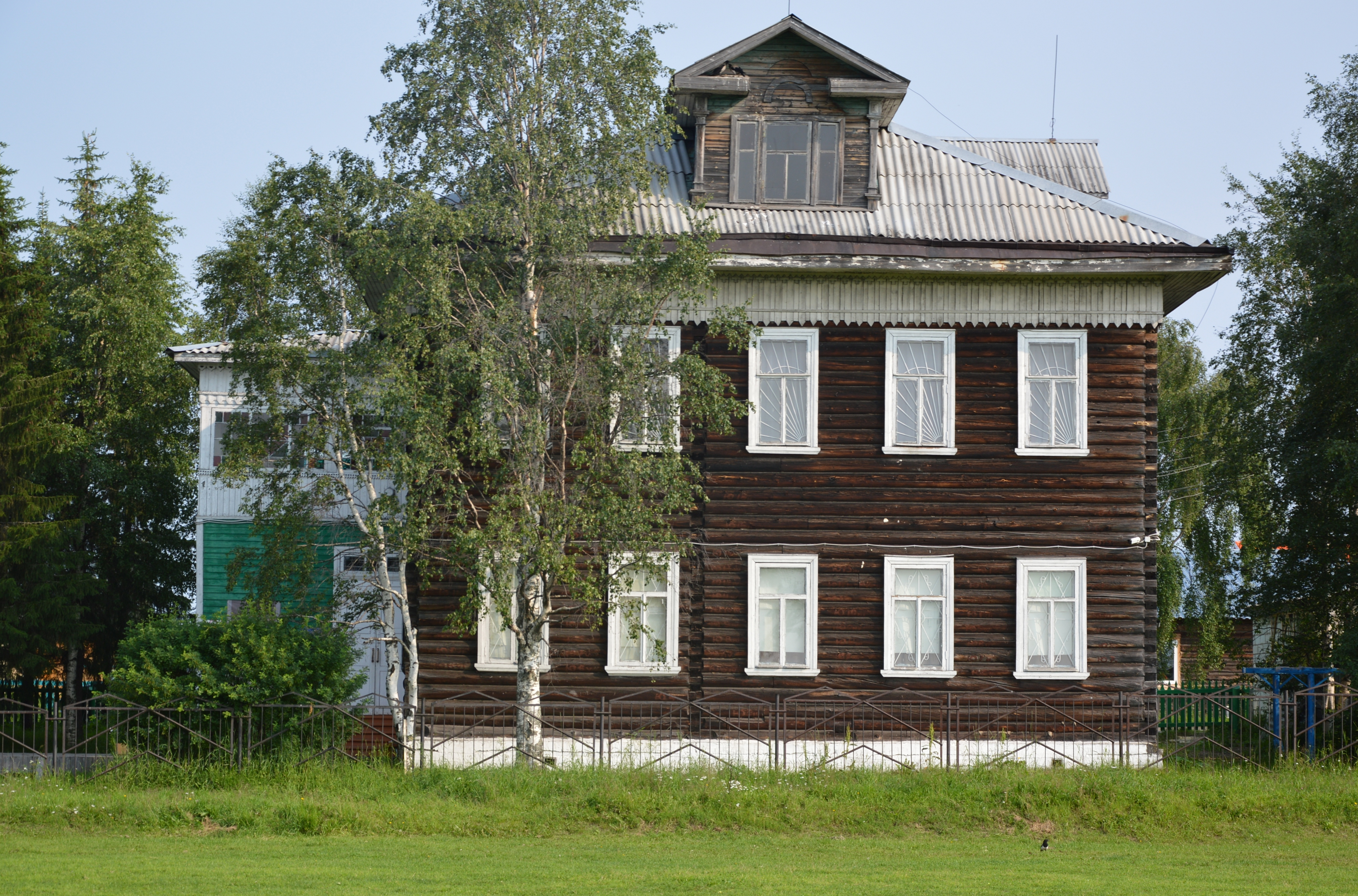
Station agricole expérimentale de Pechora : rue Nagornaya, 101
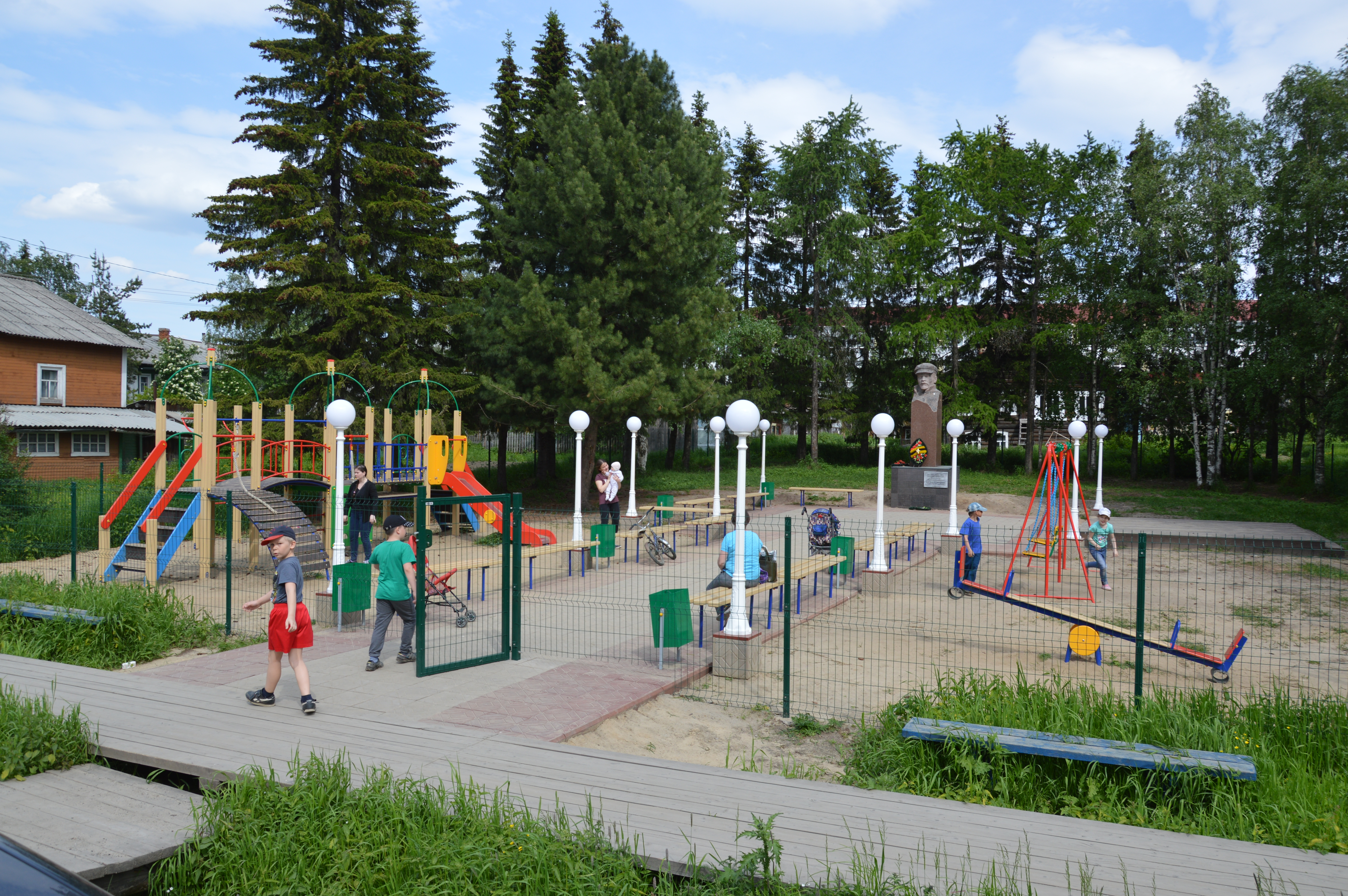
Rue Sovetskaya, 112.